# Christian Gross
Christian Gross (Hinwil, 14 agosto 1954) è un allenatore di calcio ed ex calciatore svizzero.

## Carriera

### Giocatore

#### Club
Ha iniziato la sua carriera nel Grasshoppers, che ha lasciato nel 1975. Dopo tre anni al Losanna e due al Neuchâtel Xamax, si è trasferito nel 1980 in Germania per giocare nel Bochum, team della Bundesliga, con cui ha disputato 29 gare segnando 4 reti. Nel 1982 è tornato in Svizzera, giocando per tre anni al San Gallo ed al Lugano.

#### Nazionale
È stato selezionato una sola volta per la Nazionale di calcio svizzera.

### Allenatore
Ha iniziato la sua carriera da manager nel Wil, team della Seconda Lega del campionato di calcio svizzero (quarto livello), dove agiva da giocatore-allenatore. Durante il suo periodo, tra il 1988 ed il 1993, il Wil ha raggiunto la Prima Lega e in seguito la Lega Nazionale B, l'attuale Challenge League. Passato al Grasshoppers nel 1993, il club di Zurigo sotto la sua guida vince due campionati e la Coppa Svizzera.
Passato al Tottenham Hotspur, inizia il periodo a Londra con il Tottenham nella zona retrocessione. Ad aumentare i suoi problemi nella gestione della squadra ci pensa il governo inglese, che nega il permesso di lavoro al preparatore Fritz Schmid, che ha avuto un ruolo fondamentale nella pianificazione degli allenamenti al Grasshoppers, e dunque non può ricoprire il suo ruolo nella società. Termina la stagione 1997-98 a 4 punti dalle retrocesse. La stagione 1998-99 dura solo tre gare, dopo due sconfitte il presidente degli Spurs Alan Sugar lo licenzia.
Dopo essere stato cacciato dal Tottenham, torna nella nativa Svizzera, trovando lavoro come manager del Basilea. Mentre i tabloids inglesi lo descrivevano come un incompetente, ricostruisce la squadra renana con cui raggiunge in seguito grandi successi.
Sotto la sua guida il Basilea vince quattro campionati svizzeri, quattro Coppe Svizzere e disputa un'ottima Champions League nella stagione 2002-03, superando la prima fase a gironi ed arrivando al terzo posto nella seconda fase a gironi, sconfiggendo anche la Juventus, dopo aver battuto il Celtic, pareggiato con il Liverpool due volte e con il Manchester United. Queste vittorie gli hanno permesso di rivalutare la sua figura nelle opinioni dei giornalisti inglesi.
Il 28 maggio 2009 il Basilea decide di licenziarlo perché non ha raggiunto i traguardi stagionali.
Il 6 dicembre 2009 firma per lo Stoccarda, rilevando l'esonerato Markus Babbel, licenziato per il disastroso avvio di campionato della squadra. Riconfermato ai nastri di partenza della stagione successiva, viene esonerato il 13 ottobre 2010.
L'8 maggio 2011 firma un contratto con la società Young Boys e siederà sulla panchina dalla stagione calcistica 2011-2012.
Il 27 dicembre 2020 viene nominato nuovo allenatore dello Schalke 04. Il 28 febbraio 2021, in seguito alla sconfitta(5-1) contro lo Stoccarda viene sollevato dall’incarico.

## Statistiche

### Statistiche da allenatore
Statistiche aggiornate al 20 agosto 2024.
| Stagione             | Squadra            | Campionato         | Campionato | Campionato | Campionato | Campionato | Coppe nazionali | Coppe nazionali | Coppe nazionali | Coppe nazionali | Coppe nazionali | Coppe continentali | Coppe continentali | Coppe continentali | Coppe continentali | Coppe continentali | Altre coppe | Altre coppe | Altre coppe | Altre coppe | Altre coppe | Totale | Totale | Totale | Totale | % Vittorie | Piazzamento |
| Stagione             | Squadra            | Comp               | G          | V          | N          | P          | Comp            | G               | V               | N               | P               | Comp               | G                  | V                  | N                  | P                  | Comp        | G           | V           | N           | P           | G      | V      | N      | P      | %          | Piazzamento |
| -------------------- | ------------------ | ------------------ | ---------- | ---------- | ---------- | ---------- | --------------- | --------------- | --------------- | --------------- | --------------- | ------------------ | ------------------ | ------------------ | ------------------ | ------------------ | ----------- | ----------- | ----------- | ----------- | ----------- | ------ | ------ | ------ | ------ | ---------- | ----------- |
| 1993-1994            | Grasshopper        | LNA                | 22+14      | 12+8       | 7+5        | 3+1        | CS              | 6               | 6               | 0               | 0               | -                  | -                  | -                  | -                  | -                  | -           | -           | -           | -           | -           | 42     | 24     | 12     | 4      | 57,14      | 2°          |
| 1994-1995            | Grasshopper        | LNA                | 22+14      | 13+9       | 5+3        | 4+2        | CS              | 5               | 4               | 0               | 1               | CdC                | 4                  | 2                  | 0                  | 2                  | Int.        | 4           | 3           | 0           | 1           | 45     | 28     | 8      | 9      | 62,22      | 1º          |
| 1995-1996            | Grasshopper        | LNA                | 22+14      | 13+8       | 4+6        | 5+0        | CS              | 2               | 0               | 1               | 1               | UCL                | 8                  | 1                  | 3                  | 4                  | -           | -           | -           | -           |             | 46     | 22     | 14     | 10     | 47,83      | 1º          |
| 1996-1997            | Grasshopper        | LNA                | 22+14      | 10+7       | 9+4        | 3+3        | CS              | 2               | 1               | 0               | 1               | UCL                | 8                  | 5                  | 0                  | 3                  | -           | -           | -           | -           |             | 46     | 23     | 13     | 10     | 50,00      | 3°          |
| lug.-nov. 1997       | Grasshopper        | LNA                | 22+0       | 14+0       | 4+0        | 4+0        | CS              | 1               | 1               | 0               | 0               | CU                 | 6                  | 3                  | 1                  | 2                  | -           | -           | -           | -           |             | 29     | 18     | 5      | 6      | 62,07      | Resc. cons. |
| Totale Grasshopper   | Totale Grasshopper | Totale Grasshopper | 166        | 94         | 47         | 25         |                 | 16              | 12              | 1               | 3               |                    | 30                 | 14                 | 4                  | 12                 |             |             |             |             |             | 212    | 120    | 52     | 40     | 56,60      |             |
| nov.1997-1998        | Tottenham          | PL                 | 24         | 8          | 7          | 9          | FACup+CdL       | 3+0             | 1+0             | 1+0             | 1+0             |                    |                    |                    |                    |                    |             |             |             |             |             | 27     | 9      | 8      | 10     | 33,33      | Sub. 14°    |
| ago.-sett.1998       | Tottenham          | PL                 | 3          | 1          | 0          | 2          | FACup+CdL       | -               | -               | -               | -               | -                  | -                  | -                  | -                  | -                  | -           | -           | -           | -           |             | 3      | 1      | 0      | 2      | 33,33      | Eson.       |
| Totale Tottenham     | Totale Tottenham   | Totale Tottenham   | 27         | 9          | 7          | 11         |                 | 3               | 1               | 1               | 1               |                    |                    |                    |                    |                    |             |             |             |             |             | 30     | 10     | 8      | 12     | 33,33      |             |
| 1999-2000            | Basilea            | LNA                | 22+14      | 9+5        | 10+6       | 3+3        | CS              | 2               | 1               | 0               | 1               | Int.               | 6                  | 3                  | 2                  | 1                  | -           |             | -           | -           | -           | 44     | 18     | 18     | 8      | 40,91      | 3°          |
| 2000-2001            | Basilea            | LNA                | 22+14      | 9+4        | 7+8        | 6+2        | CS              | 3               | 1               | 2               | 0               | CU                 | 6                  | 3                  | 1                  | 2                  | -           | -           | -           | -           |             | 45     | 17     | 18     | 10     | 37,78      | 4°          |
| 2001-2002            | Basilea            | LNA                | 22+14      | 13+11      | 4+0        | 5+3        | CS              | 5               | 4               | 1               | 0               | Int.               | 8                  | 5                  | 2                  | 1                  | -           | -           | -           | -           |             | 49     | 33     | 7      | 9      | 67,35      | 1°          |
| 2002-2003            | Basilea            | LNA                | 22+14      | 14+10      | 5+2        | 3+2        | CS              | 5               | 5               | 0               | 0               | UCL                | 16                 | 6                  | 5                  | 5                  | -           | -           | -           | -           |             | 57     | 35     | 12     | 10     | 61,40      | 2°          |
| 2003-2004            | Basilea            | SL                 | 36         | 26         | 7          | 3          | CS              | 3               | 2               | 0               | 1               | CU                 | 4                  | 1                  | 0                  | 3                  | -           | -           | -           | -           |             | 43     | 29     | 7      | 7      | 67,44      | 1°          |
| 2004-2005            | Basilea            | SL                 | 34         | 21         | 7          | 6          | CS              | 3               | 2               | 1               | 0               | UCL+CU             | 2+8                | 0+3                | 1+3                | 1+2                | -           | -           | -           | -           |             | 47     | 26     | 12     | 9      | 55,32      | 1°          |
| 2005-2006            | Basilea            | SL                 | 36         | 23         | 9          | 4          | CS              | 3               | 2               | 0               | 1               | UCL+CU             | 2+12               | 1+7                | 0+2                | 1+3                | -           | -           | -           | -           | -           | 53     | 33     | 11     | 9      | 62,26      | 2°          |
| 2006-2007            | Basilea            | SL                 | 36         | 22         | 8          | 6          | CS              | 6               | 6               | 0               | 0               | CU                 | 10                 | 4                  | 3                  | 3                  | -           | -           | -           | -           | -           | 52     | 32     | 11     | 9      | 61,54      | 2°          |
| 2007-2008            | Basilea            | SL                 | 36         | 22         | 8          | 6          | CS              | 6               | 6               | 0               | 0               | CU                 | 10                 | 6                  | 2                  | 2                  | -           | -           | -           | -           | -           | 52     | 34     | 10     | 8      | 65,38      | 1°          |
| 2008-2009            | Basilea            | SL                 | 36         | 22         | 6          | 8          | CS              | 5               | 4               | 1               | 0               | UCL                | 10                 | 2                  | 3                  | 5                  | -           | -           | -           | -           |             | 51     | 28     | 10     | 13     | 54,90      | 3°          |
| Totale Basilea       | Totale Basilea     | Totale Basilea     | 358        | 211        | 87         | 60         |                 | 41              | 33              | 5               | 3               |                    | 94                 | 41                 | 24                 | 29                 |             |             |             |             |             | 493    | 285    | 116    | 92     | 57,81      |             |
| dic. 2009-2010       | Stoccarda          | BL                 | 19         | 13         | 4          | 2          | CG              | -               | -               | -               | -               | UCL                | 3                  | 1                  | 1                  | 1                  | -           | -           | -           | -           | -           | 22     | 14     | 5      | 3      | 63,64      | Sub. 6°     |
| lug.-ott. 2010       | Stoccarda          | BL                 | 7          | 1          | 0          | 6          | CG              | 1               | 1               | 0               | 0               | UEL                | 6                  | 4                  | 2                  | 0                  | -           | -           | -           | -           |             | 14     | 6      | 2      | 6      | 42,86      | Eson.       |
| Totale Stoccarda     | Totale Stoccarda   | Totale Stoccarda   | 26         | 14         | 4          | 8          |                 | 1               | 1               | 0               | 0               |                    | 9                  | 5                  | 3                  | 1                  |             |             |             |             |             | 36     | 20     | 7      | 9      | 55,56      |             |
| 2011-apr. 2012       | Young Boys         | SL                 | 29         | 10         | 10         | 9          | CS              | 3               | 2               | 1               | 0               | UEL                | 4                  | 2                  | 2                  | 0                  | -           | -           | -           | -           | -           | 36     | 14     | 13     | 9      | 38,89      | Eson.       |
| 2014-2015            | Al-Ahli            | SPL                | 26         | 17         | 9          | 0          | KC+CdP          | 2+5             | 1+5             | 1+0             | 0+0             | ACL                | 9                  | 5                  | 3                  | 1                  | -           | -           | -           | -           | -           | 42     | 28     | 13     | 1      | 66,67      | 2º          |
| 2015-2016            | Al-Ahli            | SPL                | 26         | 19         | 6          | 1          | KC+CdP          | 5+4             | 5+3             | 0+0             | 0+1             | ACL                | 6                  | 3                  | 0                  | 3                  | -           | -           | -           | -           | -           | 41     | 30     | 6      | 5      | 73,17      | 1º          |
| ott. 2016-2017       | Al-Ahli            | SPL                | 22         | 15         | 3          | 4          | KC+CdP          | 5+2             | 4+1             | 0+0             | 1+1             | ACL                | 10                 | 4                  | 4                  | 2                  | -           | -           | -           | -           | -           | 39     | 24     | 7      | 8      | 61,54      | Sub., 2º    |
| 2018-mag. 2019       | Zamalek            | EPL                | 30         | 20         | 7          | 3          | CE              | 2               | 2               | 0               | 0               | CCAF               | 16                 | 7                  | 6                  | 3                  | S-ESC       | 1           | 1           | 0           | 0           | 49     | 30     | 13     | 6      | 61,22      | Eson.       |
| ott. 2019- feb. 2020 | Al-Ahli            | SPL                | 12         | 7          | 1          | 4          | CC              | 4               | 4               | 0               | 0               | ACL                | 2                  | 1                  | 1                  | 0                  | -           | -           | -           | -           | -           | 18     | 12     | 2      | 4      | 66,67      | Sub., Eson. |
| Totale Al-Ahli       | Totale Al-Ahli     | Totale Al-Ahli     | 86         | 58         | 19         | 9          |                 | 27              | 23              | 1               | 3               |                    | 27                 | 13                 | 8                  | 6                  |             |             |             |             |             | 140    | 94     | 28     | 18     | 67,14      |             |
| dic. 2020-feb. 2021  | Schalke 04         | BL                 | 10         | 1          | 2          | 7          | CG              | 1               | 0               | 0               | 1               | -                  | -                  | -                  | -                  | -                  | -           | -           | -           | -           | -           | 11     | 1      | 2      | 8      | &9,09      | Sub., Eson. |
| Totale carriera      | Totale carriera    | Totale carriera    | 732        | 417        | 183        | 132        |                 | 94              | 74              | 9               | 11              |                    | 180                | 82                 | 47                 | 51                 |             | 5           | 4           | 0           | 1           | 1 011  | 577    | 239    | 195    | 57,07      |             |

## Palmarès

### Giocatore

#### Competizioni nazionali
- Coppa di Lega svizzera: 1

Grasshoppers: 1974-1975

### Allenatore

#### Competizioni nazionali
- Campionato svizzero: 6

Grasshoppers: 1994-1995, 1995-1996
Basilea: 2001-2002, 2003-2004, 2004-2005, 2007-2008
- Coppa Svizzera: 5

Grasshoppers: 1993-1994
Basilea: 2001-2002, 2002-2003, 2006-2007, 2007-2008
- Campionato saudita: 1

Al Alhi :2015-2016
- Coppa della Corona del Principe saudita: 1

Al Alhi :2014-2015
- Coppa del Re dei Campioni: 1

Al Alhi : 2015-2016

#### Competizioni internazionali
- Coppa della Confederazione CAF: 1

Zamalek: 2018-2019